# Peter Downsbrough
Peter Downsbrough, né le 8 septembre 1940 à New Brunswick (New Jersey) et mort le 10 août 2024, est un artiste contemporain américain, actif à Bruxelles (Belgique) à partir de la fin des années 1980.

## Biographie
Peter Downsbrough vit et travaille essentiellement à Bruxelles. Actif dès la fin des années 1960, son travail se situe dans la continuité du minimalisme.
Cet artiste américain propose, depuis le milieu des années 1960, quelques repères qu’il place au sein de notre espace de vie. C’est un héritier des minimalistes et il se limite dans ses démarches, dans ses interventions, à nous proposer quelques recherches d’une rigoureuse constance qui marquent de ses empreintes un espace qui nous est devenu banal et habituel.
On se trouve cerné, piégé par un processus visuel de coupure optique qui réorganise notre champ visuel. Arpenteur géomètre des lieux qui lui sont confiés, il s’implique et intervient dans chaque champ visuel en suggérant une nouvelle méthode de lisibilité.
Ses interventions sont toujours marquées d’une grande discrétion, il n’utilise que la monochromie noire. Il nous propose également des mots, souvent courts et succincts. Il s’agit fréquemment de prépositions (and, as, or, to, if, but, from, with, here, there) qui invitent à rechercher au-delà du champ visuel, une incitation à la réflexion et à la recherche d’un autre concept, une autre empreinte proposée dans un champ visuel différent.
Tous ces vocables disposés par Peter Downsbrough sur nos murs ne sont que des incitations à l’interrogation du spectateur sur sa place, son origine, sa destinée. Tout cela donne à son travail une sorte de force centrifuge qui par la même unifie ses diverses interventions dans notre bâtiment. Ce sont toutes des œuvres ouvertes, inachevées qui nous sont proposées. Il n’y a pas de mise en scène excessive. Tout est discret, il n’y a pas de mise en valeur des espaces sur lesquels il intervient. Il ne fait que marquer de ses empreintes les lieux où nous vivons, nous proposant une certaine attention et une interrogation sur un mot, un concept qu’il nous propose dans notre champ visuel.

## Intégrations dans des sites ou monuments
- 2000-2003 : AND /MAAR, OP - AND /POUR, ET, sur le boulevard Émile Jacqmain, à Bruxelles
- 2007 : TOUR, AU, DE, LA, LE, RE (2001-2007), au Musée d'art contemporain en plein air du Sart Tilman (université de Liège)
- 2008 : TEMPS/DE, ET, LA, LE/ DANS, autour du Musée de la Vie wallonne, à Liège
- 2013 : Suite 8 pour Saint-Clair, à Saint-Clair (métropole de Lyon)
- 2019 : ET/AU/DELA, sur la façade de la galerie LRS52, rue Lairesse, à Liège

## Expositions
- 2021
  - Exposition thématique à Le Consortium intitulée New York : The Eighties, part II (extended version)
  - galerie LRS52, Liège
- 2019
  - Exposition thématique à Le Consortium intitulée New York : The Eighties, part II
- 2017
  - galerie Martine Aboucaya, à Paris
- 2014
  - Galerie de Multiples, Paris[4]
- 2007 
  - Galerie Erna Hécey, à Bruxelles.
  - Centre d’art contemporain la Synagogue de Delme, Delme  .
  - EXIT DELA
  - Galerie Cent8 - Serge le Borgne, Paris
- 2006
  - SMAK Stedelijk Museum voor Actuele Kunst, à Gand.
- 2004
  - Films, vidéos et éditions - 1980-2004
  - Mamco - musée d´art moderne et contemporain, à Genève.
  - FRAC - Bourgogne, Dijon
  - Galerie Cent8 - Serge le Borgne, Paris
- 2003
  - Espace de l’art concret, Mouans Sartoux
  - Argos, à Bruxelles.
- 2002
  - Galerie Rodolphe Janssen, à Bruxelles.
- 1999
  - Modèles - 1983-1998
  - Mamco - musée d´art moderne et contemporain, à Genève.
- 1998
  - Centre National Edition Art Image, à Chatou
- 1994
- Galerie de l'Ancienne Poste, Calais
- 1986
  - Exposition avec Robert Barry au Consortium à Dijon[5].
- 1981
  - Exposition collective « Mises en pièces, mise en pièce, mise au point »[6] Le Consortium, Dijon
- 1980
  - Exposition monographique[7] au Consortium, Dijon